# Ronny Deila
Ronny Deila (Porsgrunn, Telemark, Noruega; 21 de septiembre de 1975) es un entrenador y exfutbolista noruego. Actualmente dirige al Atlanta United de la Major League Soccer.
Como futbolista jugaba de defensa y pasó gran parte de su carrera en el Odd. Como entrenador dirigió al Strømsgodset entre 2008 y 2014, con el club ganó la Copa de Noruega de 2010 y el título de liga en 2013. Su desempeño lo llevó a dirigir al Celtic entre las temporadas 2014-15 y 2015-16, ganó la Scottish Premiership dos veces y la Copa de la Liga 2014-15.

## Trayectoria

### Como jugador
Deila comenzó su carrera en el modesto Urædd. En 1993 fichó por el Odd, donde se volvió uno de los defensas titulares del equipo. Fue titular en la final de la Copa de Noruega del año 2000, en que su equipo derrotó al Viking por 2-1, el primer trofeo mayor del Odd. Jugó luego para el Viking en 2004 y su último club fue el Strømsgodset donde fue jugador/entrenador asistente en 2006.
Tras su retiro profesional en 2009, trabajó como entrenador en el  Strømsgodset y también como jugador en el amateur Sparta Bragerøen hasta el 2011.
A nivel de selección, Deila representó a Noruega en las categorías sub-17 y sub-21. No llegó a jugar a nivel adulto.

### Como entrenador

#### Strømsgodset
Deila comenzó su carrera como entrenador asistente en el Strømsgodset en 2007 y fue nombrado primer entrenador del equipo en 2008. Ganó la Copa de Noruega en 2010 y en 2013 ganó la Tippeligaen, este último año también fue nombrado entrenador de la temporada.
Logró el segundo lugar de la liga en 2014. Bajo la dirección de Deila, el club logró una racha de 44 partidos invicto como local. A pesar de los intentos por parte del club para retener a Deila, el entrenador noruego llamó atención de otros clubes europeos.

#### Celtic
Deila fue nombrado nuevo entrenador del Celtic de la Scottish Premiership el 6 de junio de 2014. Días después, el exinternacional por Escocia, John Collins, fue contratado como su entrenador asistente.
Ronny Deila ganó su primer trofeo con el Celtic el 15 de marzo de 2015, cuando su club derrotó al Dundee United por 2-0 en la final de la Copa de la Liga. Kris Commons y James Forrest anotaron los goles del triunfo y Stefan Johansen fue nombrado el jugador del partido.
Ese mismo año, el Celtic de Deila ganó la Scottish Premiership el 2 de mayo, a tres fechas del término de la temporada.

#### Vålerenga
El 13 de julio de 2016 firmó por cuatro años con el Vålerenga de la Eliteserien, para comenzar sus funciones el 1 de enero de 2017. En su primera temporada salvó al club del descenso, y en la siguiente logró posicionar al club en la mitad de la tabla.

#### New York City FC
El 6 de enero de 2020 fue contratado por el New York City FC de la Major League Soccer para la temporada 2020. Bajo la dirección del noruego, el club ganó la MLS Cup 2021, ya que derrotó a Portland Timbers en el partido final con una victoria por 4-2 en los penaltis, luego de un marcador de 1-1 en la prórroga.

#### Standard Lieja
El 13 de junio de 2022, Deila fue nombrado oficialmente entrenador del Standard Lieja. En mayo de 2023, a dos encuentros de la finalización de la temporada, se hizo oficial su desvinculación del club para asumir en el Brujas.

#### Club Brujas
El 25 de mayo de 2023, fue anunciado como entrenador del Club Brujas a partir de la temporada 2023-24 y firmó un contrato por 3 años.El 18 de marzo de 2024, fue destituido de su cargo a partir de que el club mostrara "una serie de resultados decepcionantes y un nivel de juego decepcionante".

#### Al-Wahda
El 5 de julio de 2024, fue confirmado como entrenador del Al-Wahda.El 18 de diciembre, fue despedido de su cargo después de una serie de malos resultados.

#### Atlanta United
El 20 de diciembre de 2024, asumió al frente del Atlanta United de cara a la temporada 2025.

## Clubes

### Como jugador
| Club             | País    | Año       |
| ---------------- | ------- | --------- |
| Urædd            | Noruega | 1992-1993 |
| Odd              | Noruega | 1993-2004 |
| Viking           | Noruega | 2004-2005 |
| Strømsgodset     | Noruega | 2006-2008 |
| Sparta Bragerøen | Noruega | 2009-2011 |

### Como entrenador
| Club           | País           | Año       | PJ  | PG  | PE  | PP  | Efectividad |
| -------------- | -------------- | --------- | --- | --- | --- | --- | ----------- |
| Brodd          | Noruega        | 2005      | 12  | 7   | 2   | 3   | 63.89%      |
| Strømsgodset   | Noruega        | 2008-2014 | 206 | 95  | 41  | 70  | 52.75%      |
| Celtic         | Escocia        | 2014-2016 | 118 | 76  | 22  | 20  | 70.62%      |
| Vålerenga      | Noruega        | 2017-2020 | 107 | 43  | 26  | 38  | 48.29%      |
| New York City  | Estados Unidos | 2020-2022 | 90  | 46  | 15  | 29  | 56.67%      |
| Standard Lieja | Bélgica        | 2022-2023 | 40  | 17  | 9   | 14  | 50%         |
| Club Brujas    | Bélgica        | 2023-2024 | 49  | 28  | 11  | 10  | 64.62%      |
| Al-Wahda       | EAU            | 2024      | 11  | 4   | 3   | 4   | 45.45%      |
| Atlanta United | Estados Unidos | 2024-Act. | 28  | 5   | 10  | 13  | 29.76%      |
| Total          | Total          | Total     | 661 | 321 | 139 | 201 | 55.57%      |

## Palmarés

### Como jugador

#### Títulos nacionales
| Título          | Equipo | País    | Año  |
| --------------- | ------ | ------- | ---- |
| Copa de Noruega | Odd    | Noruega | 2000 |

### Como entrenador

#### Títulos nacionales
| Título                     | Equipo           | País           | Año  |
| -------------------------- | ---------------- | -------------- | ---- |
| Copa de Noruega            | Strømsgodset     | Noruega        | 2010 |
| Tippeligaen                | Strømsgodset     | Noruega        | 2013 |
| Scottish Premiership       | Celtic           | Escocia        | 2015 |
| Copa de la Liga de Escocia | Celtic           | Escocia        | 2015 |
| Scottish Premiership       | Celtic           | Escocia        | 2016 |
| MLS                        | New York City FC | Estados Unidos | 2021 |